# 列支敦士登奧林匹克委員會
列支敦士登奧林匹克委員會（德語：Liechtensteinisches Olympisches Komitee）是列支敦士登的國家奧林匹克委員會。該組織成立於1935年，是國際奧林匹克委員會和歐洲奧林匹克委員會的成員。1936年，首次派員參加在德國加爾米施-帕滕基興的冬季奧運會。至目前管理奥林匹克运动会列支敦士登代表团事務。
現時，列支敦士登奧林匹克委員會的總部設在北部城市沙恩，主席是Isabel Fehr。

## 資料來源
1. ↑  .   [2014-06-11]. （原始内容存档于2020-01-14）.